# Wilfried Böse
Wilfried Böse, född 7 februari 1949 i Stuttgart, död 4 juli 1976 i Entebbe, Uganda, var en västtysk terrorist. Han studerade sociologi i Frankfurt am Main. Tillsammans med Johannes Weinrich grundade han Revolutionäre Zellen i början av 1970-talet.

## Kapningen av Air France Flight 139
Den 27 juni 1976 kapade två palestinier tillhörande Wadie Haddads PFLP-EO och två tyskar, Böse och Brigitte Kuhlmann, från Revolutionäre Zellen, Air France Flight 139 från Tel Aviv som hade mellanlandat i Aten och var på väg till Paris. Kaparna, som anfördes av Böse, tvingade piloten att omdirigera flygplanet till Benghazi i Libyen där man lät tanka planet; därefter flög man till Entebbe i Uganda.
När man hade landat i Entebbe, där ytterligare tre palestinska terrorister anslöt sig till kaparna, offentliggjorde Böse kaparnas krav. Man krävde att fyrtio i Israel fängslade palestinier och ytterligare tretton fångar i bland annat Kenya skulle friges senast den 1 juli. Om dessa krav inte efterlevdes, skulle man börja att skjuta ihjäl gisslan. Strax innan fristen gick ut meddelade israeliska myndigheter att man var beredd att förhandla med kaparna, om fristen förlängdes till den 4 juli. De extra dagarna innebar att Israel kunde planera och genomföra en fritagning av gisslan som hölls i flygplatsens transithall.
Natten till den 4 juli slog 150 israeliska kommandosoldater till mot kaparna och under tre minuters eldstrid sköt man ihjäl samtliga sju kapare, däribland Wilfried Böse, och tjugo ugandiska soldater.
Ugandas president Idi Amin, som givit sitt stöd åt kapningen, gav i Kampala de dödade soldaterna och kaparna en begravning med militära hedersbetygelser.